# Lůj

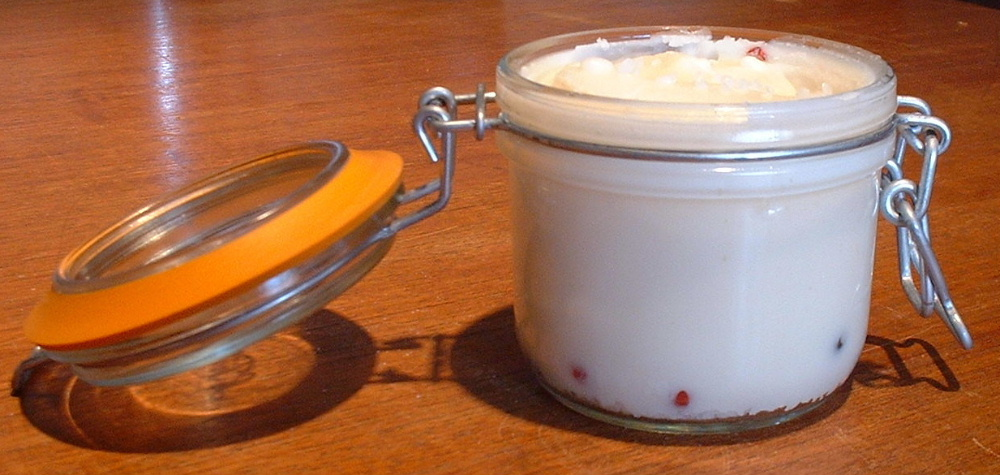
Hovězí lůj

Lůj je živočišný tuk z přežvýkavců. Při běžné teplotě je tuhý. Získává se při nižších teplotách než sádlo. Lůj je těžko stravitelný, zvláště při nižších teplotách.

## Využití
- potravina – jen kvalitní, zvláště hovězí lůj
  - pemikan – výroba indiánského cestovního pokrmu
- lojová svíce – používaná v minulosti
- balzám na rty (jelení lůj) – užívaný k ošetřování rtů; jelení lůj je zavádějící pojem (tuk z jelena se užíval ve středověku k ošetřování a k tomuto ošetřování se vztahuje název; k výrobě balzámů na rty s oficiálním názvem Jelení lůj se užívá hovězí lůj);[2] používaným lojem je také lanolín z ovčí vlny; používá se v kombinaci s dalšími přísadami
- mazání a ošetřování pokožky – např. zvláčňování kůže
- výroba mýdla – v minulosti
- krmivo do krmítek pro ptáky
- součást oblíbeného receptu na mazání střel do zbraní na černý prach (50 % hovězí lůj, 40 % včelí vosk, 10 % vepřové sádlo)
- někde k promazávání dud[3]

## Kultura
- Lůj spolu s plstí hrál zásadní roli v životě a díle německého umělce Josepha Beuyse.